# Shōkō
Pour les articles homonymes, voir Shoko (homonymie).
L'empereur Shōkō (称光天皇, Shōkō Tennō, 12 mai 1401 – 30 août 1428) a été le 101e empereur du Japon, selon l'ordre traditionnel de la succession, et a régné du 5 octobre 1412 à sa mort.
Son nom de règne a été forgé en prenant le premier kanji des noms des 48e et 49e dirigeants impériaux, l'impératrice Shōtoku (称徳) et l'empereur Kōnin (光仁).

## Généalogie
Son nom personnel était Mihito (d'abord écrit 躬仁, puis 実仁).
Shōkō était le fils aîné de son prédécesseur l'empereur Go-Komatsu. Sa mère était Hinonishi Motoko (日野西資子), fille de Hino Sukekuni (日野資国). Il était lié à Yoshimitsu Ashikaga et à la famille Hino du côté de sa mère.

## Biographie
Shōkō accède au trône le 5 octobre 1412, à la suite de l'abdication de son père, qui continue à régner en tant qu'empereur retiré. Son couronnement a lieu le 19e jour du 12e mois de 1414.
Shōkō n'ayant pas d'enfants pour cause de maladie, Go-Komatsu lui choisit pour successeur un cousin, le futur empereur Go-Hanazono, arrière-petit-fils du prétendant de la Cour du Nord Sukō, qui monte sur le trône à la mort de Shōkō.

## Ères de son règne
- Ère Ōei (1394-1428)
- Ère Shōchō (1428-1429)